# Zwiebelchen

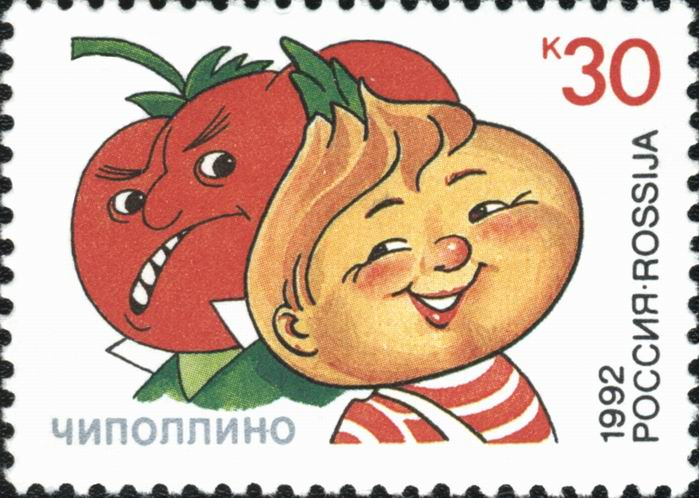
Cipollino auf einer russischen Briefmarke (1992)

Zwiebelchen, im italienischen Original Cipollino, ist die Hauptfigur in Gianni Rodaris gleichnamigem Roman Zwiebelchen (Italienisch: Il romanzo di Cipollino, später Le avventure di Cipollino) von 1951, einer Kindergeschichte über politische Unterdrückung. Der Roman wurde in 23 Sprachen übersetzt. Cipollino genießt auch im 21. Jahrhundert noch in mehreren ehemaligen Mitgliedsstaaten der Sowjetunion Kultstatus.
Zwiebelchen tauchte vor der Veröffentlichung des Buches schon in der Kinderzeitschrift Il pioniere auf, die Rodari herausgab.

## Inhalt
In einer Welt, die von anthropomorphem Obst und Gemüse bewohnt wird, kämpft Zwiebelchen gegen die ungerechte Behandlung des Gemüses durch das königliche Obst. Zwiebelchens Vater, der von Statthalter Zitrone ins Gefängnis geworfen wurde, gibt zu Beginn des Buchs seinem Sohn den Rat, in die Welt zu ziehen, um die Schurken zu studieren. Wozu das gut sein sollte, werde Zwiebelchen schon wissen, wenn es so weit sei.
Das Hauptthema des Buchs ist der Kampf der unteren Klassen gegen die Mächtigen und die Bedeutung von Freundschaft im Angesicht von Schwierigkeiten.

## Deutsche Ausgaben
- Zwiebelchen, Kinderbuchverlag Berlin, DDR, 1954. Mit Illustrationen von Raul Verdini.
- Zwiebelchen, LeiV, Leipzig 2002, ISBN 3-89603-094-9.

## Verfilmungen
- Chipollinos tavgadasavali (Zwiebelchens Abenteuer), georgischer Fernsehfilm
- Tschipollino, russisch: Чиполлино, Zeichentrickfilm, Sojusmultfilm, 1961. Neu veröffentlicht 1993 in den USA von Film Roman.
- Tschipollino, sowjetischer Film von Tamara Lissizian, Mosfilm, 1973